# 奈良県立桜井商業高等学校
奈良県立桜井商業高等学校（ならけんりつ さくらい しょうぎょう こうとうがっこう、英: Nara Prefectural Sakurai Commercial High School）は、奈良県桜井市河西に所在した県立商業高等学校。略称および通称は桜商（さくしょう）。

## 概要
1963年（昭和38年）4月に開設された、全日制課程商業科を設置した専門高校。奈良県立志貴高等学校と統合する際、新設合併により、2007年（平成19年）3月に閉校、廃止された。

### 教育目標
日本国憲法・教育基本法及び学校教育法の精神をふまえ、知、徳、体の調和のとれた人格を形成することを期すると共に、人権尊重を中心にすえた民主的な社会の創造に努める人間を育成する。

### 教育方針
1. 知性と教養をみがき、自己をきびしくみつめ自立できる人間を育てる。
2. たくましい体力と強じんな精神力を養い、情操豊かな心身共に健康な人間を育てる。
3. 正しい勤労観・職業観を持ち、地道に努力する人間を育てる。
4. 人権を尊重し、使命感と責任感をもって正しく生きていける人間を育てる。
5. 国際理解を深め、国際協調に努める態度を育てる[2]。

## 沿革

### 年表
- 1962年（昭和37年）10月5日 - 「奈良県立高等学校設置条例の一部を改正する条例」を議決し、校名を「奈良県立桜井商業高等学校」と決定。
- 1963年
  - 4月10日 - 開校式・第1回入学式
  - 8月14日 - 校舎本館及び南館拓成
- 1967年4月1日 - 県教委指定「生徒指導研究推進校」
- 1985年4月20日 - 文部省・県教委指定「生徒指導研究推進校」
- 1986年
  - 8月25日 - 情報処理実習教室竣工
  - 11月22日 - 第1回「桜商ストア」開催
- 1987年
  - 5月14日 - 県教委指定「学習指導研究推進校」
  - 9月20日 - ワ－プロ実習教室竣工
- 1990年（平成2年）
  - 4月1日 - 文部省・県教委指定「外国語チームティーチング研究推進校」
  - 9月20日 - 総合実践室整備
- 1992年
  - 5月19日 - 文部省指定「社会の変化に対応した新しい学校運営等に関する調査研究協力校」
  - 9月19日 - 創立30周年記念式典挙行
- 1995年
  - 4月28日 - 文部省・県教委指定「教育課程研究推進校」
  - 7月6日 - 県教委指定「特色と魅力のある学校づくり推進校」
  - 10月2日 - 第2情報処理室竣工
- 2000年
  - 4月10日 - 文科省・県教委指定「体育スポーツ推進校」
  - 7月19日 - クラブハウス「松桜館」竣工
  - 9月27日 - 県立高校初の「シンガポール修学旅行」実施
- 2001年3月7日 - 県内商業科初の「インターンシップ（就学体験）」実施
- 2003年
  - 4月1日 - 独立行政法人雇用能力開発機構指定「中高生に対する仕事ふれあい活動支援事業協力校」
  - 9月1日 - ワープロ実習教室整備
- 2004年
  - 4月1日 - 文科省指定「キャリア教育推進地域指定事業に係る実践協力校」
  - 6月25日 - 「奈良県立高等学校設置条例の一部を改正する条例」の議決により、奈良県立桜井商業高等学校の廃止と、校名を「奈良県立奈良情報商業高等学校」とする奈良県立志貴高等学校との統合校の設置を決定。
  - 9月17日 - 2005年度以降の生徒募集を停止を公表。
- 2005年4月1日 - 奈良県立奈良情報商業高等学校が開設され、校舎を含む校地の共用を開始。
- 2007年3月31日 - 閉校、廃止。

## 基礎データ

### 所在地
- 奈良県桜井市河西770番地

### アクセス
- 近鉄大阪線／JR 万葉まほろば線「桜井駅」より南へ約1.5Km（徒歩約20分）

### 象徴

#### 校章
校章は、茶臼山古墳出土の「玉杖」から形づくられた。「玉杖」は、我々の祖先が大陸、半島の文化の伝えを学び取り、この「学びの証」に深く想いをはせつつ新しい時代を拓く日々を誓いあう象徴とする。

#### 校歌
作詞は大峯顕堯、作曲は奈良教育大学名誉教授の牧野英三による。歌詞は2番まであり、校名は登場しない。。

## 設置する課程、学科及び定員
- 全日制

商業に関する学科
- 商業科 - 600名（募集人員140名：分割選抜、募集人員60名：一般選抜）

- 会計コース
- 情報処理コース
- 国際商業コース

会計コース、情報処理コース、国際商業コースの3つのコースをまとめて、商業科として募集（くくり募集）した。

## 部活動

### 体育系
- 卓球部
- 陸上部
- バスケットボール部
- ソフトボール部
- フィールドホッケー部
- アーチェリー部
- バレーボール部
- テニス部
- 野球部
- 柔道部
- サッカー部
- カヌー部

### 文化部
- 茶華園芸部
- 文芸部
- 簿記部
- 吹奏楽部
- 書道部
- ワープロ・パソコン部
- 珠算・電卓
- クッキング部

## 高校関係者と組織

### 高校関係者組織
- たまつえ会 - 桜井商業高等学校および奈良情報商業高等学校卒業生による同窓会組織
- 奈良県立桜井商業高等学校育友会 - 生徒保護者による保護者会組織

### 高校関係者一覧

#### 著名な出身者
- 東利夫 - 元阪神タイガース外野手、現プロ野球審判員
- 駒田徳広 - 元プロ野球選手
- 田中宏和 - 元プロ野球選手
- 長尾一徳 - ジョイフル元代表取締役社長